# جاك كاميرون
جاك كاميرون (بالإنجليزية: Jack Cameron)‏ (7 مارس 1931 في المملكة المتحدة - ) هو مدرب كرة قدم ولاعب كرة قدم بريطاني في مركز الظهير. لعب مع نادي دمبرتون ونادي هارتلبول يونايتد.